# Llaura I. Sünner
Llaura I. Sünner (* 1959 in Winningen) ist eine deutsche bildende Künstlerin, Grafikerin und Goldschmiedin, die vorwiegend Objekte aus Filz schafft.

## Leben
Llaura I. Sünner besuchte von 1981 bis 1985 die Staatliche Zeichenakademie Hanau mit Abschluss zur Goldschmiedin. Seit 1985 lebt und arbeitet sie in Hamburg. Sie stellt seitdem im In- und Ausland aus und gestaltet Objekte im öffentlichen Raum. Ihr bevorzugtes Arbeitsmaterial ist Filz.

## Rezeption
„Llauras Objekte aus Filz zeigen die Zerbrechlichkeit der Gegenstände, die im allgemeinen als hart und unzerstörbar erscheinen. Dies wird gerade mit dem Material Filz auf besonders anschauliche Weise dargestellt. Auf der einen Seite glaubt der Betrachter, Gegenstände zu erkennen, die aus seiner Umwelt vertraut erscheinen, aber bei nähere Betrachtung gerät diese Wahrnehmung ins Wanken, da es eben nicht die realen Objekte sind. Die Assoziation zwischen dem gezeigten Objekt und dem realen Objekt liegt so nahe beieinander, dass sich der Betrachter in einem fast nicht abreißenden Schwanken zwischen Sein und Schein befindet.“ Gunnar F. Gerlach.
„In einem früheren Werk, das Filzkähne zeigt, transportiert und aphorisiert Llaura I. Sünner Bedeutsames und Banales, durch die gezeigten Ladungen auf den Booten.“ Stephan Kubisch.

## Auszeichnungen
2006 war sie zusammen mit Sabine Mohr Gewinnerin eines von vier durchzuführenden Projekten des mit insgesamt 165.000 Euro dotierten Wettbewerbs „10 Grad Kunst: Wege in die HafenCity“ unter den Künstlern der Hamburger Region, ausgeschrieben von der Kulturbehörde Hamburg. Sünner und Mohr gestalteten die doppelstöckige Kippelstegbrücke, die die HafenCity mit der Speicherstadt und der Innenstadt verbindet, als Außeninstallation zu einem Kunstobjekt mit dem Titel Flusslauf.

## Ausstellungen (Auswahl)
(EA) = Einzelausstellung, (GA) = Gruppenausstellung
- 1996 Filz und Schnaps, Studio Mix, Berlin und Kunsthaus Raskolnikow, Dresden
- 2001 Short Storys auf der Heide, Einstellungsraum e.V., Hamburg (GA)
- 2002 RundRund, Einstellungsraum e.V., Hamburg (GA)
- 2003 Concrete Age, Galerie Hengevoss-Dürkop, Hamburg (GA)
- 2004 DaimlerKreis, Einstellungsraum e.V., Hamburg (GA)
- 2005 Elbe aufwärts Raum in Dresden, mit Marianne Janze, Kh Raskolnikow, Dresden; Filzschott, Außeninstallation zur »Hafensafari 3«, Hafen Hamburg-Harburg; Remix 2005, Galerie Hengevoss-Dürkop, Hamburg (GA)
- 2006 Labilisieren, Einstellungsraum e. V., Hamburg (EA), Wasserkollekte, Außeninstallation zu »Pflanzendialog«, Hamburg-Wilhelmsburg; Filzbruch, Außeninstallation zu »Hafensafari 4«, Hamburg-Neuhof; Flusslauf, Außenstallation zu »10 Grad Kunst« mit S. Mohr, Hamburg-HafenCity. Vom Gespenst der Nützlichkeit, mit Bettina Sefkow und Sylvie Reno, Künstlerhaus Frise, HH, Künstlerhaus Frise, Hamburg (GA)
- 2007 Skulpturen, mit D. Bühler, Galerie Hengevoss-Dürkop, HH und Skulpturengalerie Zürich; Pflanzendialog 07, Kunsthaus Hamburg (GA), Häuserspitze
- 2007/2008 Ach So!, Makii Masari Fine Arts, Tokio, Japan
- 2009 Projektionsinstallation, Einstellungsraum e.V., Hamburg (EA), Skulpturen Triennale Bad Ragartz, Bad Ragaz, Schweiz; Funnel for watercollecting, Außeninstallation petit Versailles garden, New York, NimmZwei, Schauraum, Hamburg (GA)
- 2010 radiale, mit C. Hoffmann + O. v. Poschinger, Kunsthaus Raskolnikow, Dresden; Mixed media, Galerie Hengevoss-Dürkop, Hamburg (GA)
- 2011 Reprospektion, Künstlerhaus Bergedorf, Hamburg (EA), EINblicke XI, Galerie Witzel, Wiesbaden (GA)
- 2012 (dis) Placements, Hamburg (GA), Surf + Anarchie + Alchemie, Amtsrichterhaus Schwarzenbek (GA), 23 dirty feeds && dirty minds, Gängeviertel, Hamburg (GA), PI, Die Drostei, Pinneberg (GA), Landschaft, Schauraum, Hamburg (GA), Imitationswerkstatt, Wassermühle Trittau (EA); Accrochage, Galerie Hengevoss-Dürkop, Hamburg (GA)
- 2013 Meschkin, mit O. v. Poschinger, Einstellungsraum e.V., Hamburg, Galerie Hengevoss-Dürkop im UKE, Hamburg Weihnachtsfreie Zone, Künstlerhaus Sootbörn, Hamburg
- 2014 Imaginarium, mit Ralf Jurszo und Tobias Sandberger, Galerie-W, Hamburg (GA)
- 2017 durchforsten, Ostasiengesellschaft, Tokio, Japan
- 2017 Pole. Verschiebungen und andere sprunghafte Launen, Objekte, Fotos, Skizzen und Installationen,  mit Sabine Mohr, Galerie-W, Hamburg
- 2017: 6. Regionalschau: Aktuelle Kunst norddeutscher und dänischer Künstler, Die Drostei, Pinneberg, 1. Juli bis 6. August 2017 (GA)[4]
- 2018: Forstarbeiten, Wälderhaus Hamburg (GA)
- 2018: Durchforstet, Kleppart, Paderborn (GA)
- 2018: Wo auch immer du hingehst, da bist du, Puzzelink, Hamburg  (GA)[5]

## Außeninstallationen
- 2015 Fluid, Garteninstallation im Laubenland, Hamburg; Eisditschen, Bahrenfelder See, Hamburg
- 2009 Wasserkollekte, Skulpturen Triennale Bad Ragartz; Bad Ragaz, Schweiz; Funnel for watercollecting, petit Versailles garden, New York
- 2007 Häuserspitze, mit Sabine Mohr, Hamburg-Wilhelmsburg
- 2006 Wasserkollekte, Pflanzendialoge 06, Friedhofskapelle Wilhelmsburg, Hamburg;[6] Filzbruch, zur Hafensafari 4, Hafen Hamburg-Neuhof; Flusslauf, mit Sabine Mohr, HafenCity Hamburg
- 2005 Schott, zur Hafensafari 3, Hafen Hamburg-Harburg

## Kataloge
- Imitationswerkstatt. Llaura I. Sünner. Wassermühle Trittau, Ausstellung vom 20. Oktober bis 18. November 2012. Sparkassen-Kulturstiftung Stormarn. Text: Gunnar F. Gerlach. Hyperzine Verlag, Hamburg 2012, ISBN 978-3-938218-49-5, 24 Seiten.